# Trittys
Trit(t)ys (Oudgrieks τριττύς) was in het antieke Attica de technische term voor een bestuurlijke eenheid, een groepering van een of meer demen. Letterlijk betekende het "een dertigste" en er waren dan ook dertig trittyen. De trittyen werden ingedeeld in drie categorieën: astu ("stad"), mesogè ("binnenland") en paralia ("kust"). Een phyle ("stam") werd vervolgens gevormd door een trittys uit elk van deze categorieën. Aldus kreeg men 10 phylen.
Elk van deze phylen vaardigde vijftig leden af naar de boulè. Tijdens een van de tien prytanieën waarin de Attische kalender was verdeeld, werden deze vijftig leden (bouletes) aangesteld als prytanen. Onder toezicht van deze prytanen hielden de leden van eenzelfde trittys (!) een dag de wacht bij de tholos. Dit was de enige politieke rol die was toebedeeld aan de trittys.